# Platypthima decolor
Platypthima decolor är en fjärilsart som beskrevs av Rothschild och Jordan 1905. Platypthima decolor ingår i släktet Platypthima och familjen praktfjärilar. Inga underarter finns listade i Catalogue of Life.